# 今井泉
今井 泉（いまい いずみ、1935年6月5日 - 2013年3月7日）は、日本の小説家。

## 人物
1935年、高知県高知市に生まれる。1958年神戸商船大学航海科卒業後、同年、国鉄に入社。青函連絡船に乗務し、1970年に船長となる。1981年に宇高連絡船に移り、船長、航路監督を歴任する。
勤務の傍ら執筆活動を行い、1977年に函館市民文芸賞を受賞、1978年、1979年に国鉄文芸年度賞を受賞。1980年に『二等航海士石川達雄』を出版。1984年に『死の海図』で香川菊池寛賞を受賞
1988年4月の宇高航路連絡船廃止を期に3月にJRを退職、執筆活動に専念。
1984年『溟い海峡』、1993年『ガラスの墓標』で直木賞候補。1991年『碇泊なき海図』でサントリーミステリー大賞読者賞を受賞。
2013年3月7日、肺炎の為に、香川県高松市の病院にて亡くなった。77歳没。

## 著作
- 『二等航海士 石川達雄』（成山堂書店） 1980
- 「溟い海峡」（『ガラスの墓標』文藝春秋、1993に収録）
- 「道連れ」（『ガラスの墓標』文藝春秋、1993に収録）
- 『碇泊（とまり）なき海図』文芸春秋 1991
- 『碧（みどり）の遺稿』文芸春秋 1992
- 「島模様」（『ガラスの墓標』文藝春秋、1993に収録）
- 『ガラスの墓標』（文藝春秋） 1993
- 『もう一つの記憶』（祥伝社） 1994
- 『死の海図』（祥伝社） 1995
- 『迷走航路』（潮出版社） 1995
- 「小説の周辺」（『海洋（海洋会）』778号　1992年8月　p.2-3）